# Cierva Skeeter
Der Hubschrauber Cierva W.14 entstand Ende der 1940er Jahre bei der Cierva Autogiro, die im Jahre 1944 mit der G.& J.Weir Ltd. fusioniert wurde. Es handelte sich um einen kleinen zweisitzigen Hubschrauber, der als einer der ersten in Großbritannien erfolgreich sein sollte.

## Technik
Die Konstruktion mutet recht eigentümlich an, bestand das Cockpitdach doch aus einer kreisrunden Verglasung. Hinter dieser Verglasung ragte die Rotorwelle aus dem Rumpf, auf der ein dreiblättriger Rotor montiert war. Der zweiblättrige Heckrotor war am äußersten Ende eines schlanken Heckauslegers angebracht. Das Fahrwerk bestand aus einem Rad unter dem Bug und zwei einzelnen Rädern beiderseits des Rumpfes.
Der Erstflug des Prototyps fand am 8. Oktober 1948 als W.14 Skeeter statt, angetrieben von einem Jameson FF-1-Motor mit 78 kW (106 PS). Ein zweiter Prototyp, ausgerüstet mit einem 106 kW (145 PS) starken Gipsy Major-Motor startete im Jahr darauf zum Testflug und erhielt den Namen Skeeter 2. Bei diesem Modell wurde ein größerer Rotor verwendet.
Mit der Übernahme von Cierva durch die Saunders-Roe Ltd. 1951 erhielt die Maschine die neue Bezeichnung Saunders-Roe Skeeter. Zur Serienreife gelangte dieser Typ erst durch die Weiterentwicklung zunächst bei Saunders-Roe. Die beiden Prototypen wurden von Saunders-Roe als Muster für die neue Baureihe an das britische Beschaffungsamt übergeben.